# 後閑信純
後閑 信純（ごかん のぶずみ）は戦国時代の武将。上野国碓氷郡後閑郷（現・安中市後閑地区）の国衆。後閑城主。

## 生涯

### 出自
父は伝承では新田景純とも、丹生郷（現・富岡市丹生地区）を継承したと推測される岩松憲純ともされるが、はっきりしない。新田岩松氏の係累であったことは確実であり、主君である武田氏は清和源氏の血を引く信純を貴種として扱い「新田殿」と呼んでいたという。
当初は甘楽郡丹生郷を領し新田岩松氏を称していたが、武田氏により後閑郷を与えられ「後閑氏」を称する。信純ら岩松系後閑氏が後閑郷を領した事実が確認されるのは武田氏従属後の永禄10年（1567年）以降であるが、それ以前に後閑郷を領していたとする伝承もある。伝承によれば後閑郷は当初依田氏・次いで北条政時の所領であったが、甘楽郡丹生城主であった信純の父・景純が後閑城を攻略し、後閑郷を領するようになったという。実際に弘治元年（1555年）9月13日付で信純が長源寺宛てに三木・下郷の35貫文を寄進する文書が存在し、事実だとすれば弘治年間には岩松系後閑氏が後閑郷を領していたことになる。久保田順一は天文21年（1552年）に北条氏康が山内上杉憲政を上野より追った際に、山内上杉氏に近い国衆である依田氏を排除しその跡に信純を入れた可能性を示唆している。

### 事績
永禄4年（1561年）11月に武田信玄による西上野侵攻が開始される。信純は翌年3月までには武田氏に従属したが、この際に本領である丹生郷が国峯城主・小幡憲重の知行下にあったため、武田氏は小幡氏に丹生郷の返還を求めている。しかし小幡氏から結局返還されなかったため信純は甲府に在府し、同9年（1566年）9月に信濃国筑摩郡南栗林（現・松本市）で所領を与えられている。
永禄10年（1567年）6月27日に丹生郷の代替として、信玄より信純に碓氷郡後閑郷を与えられる。これにより信純は後閑領1064貫文の所領を領する国衆として復活し、また後閑氏に改姓し「後閑伊勢守信純」を称するようになる。また武田氏は信純に甲斐の名跡・上条氏の家名を与え、天正元年（1573年）9月より信純が上条氏を称していることが確認できる。
天正7年（1579年）2月20日、後閑領1000貫文のうち500貫文ずつを嫡男・後閑弥太郎と次男・上条善次郎に譲渡し、家財を妻に譲って隠居する。史料上の終見は同年4月であり、その後の動向は不明。久保田順一は同年に遠江高天神城で戦死した可能性を示唆している。『上野国郡村誌』には永禄12年（1569年）に駿河で今川氏と戦って戦死したとあるが、明らかな誤りである。